# Nationale Vrijheidspartij
Nationale Vrijheidspartij (Engels: National Freedom Party) is een Zuid-Afrikaanse politieke partij. De partij werd in 2011 opgericht door ontevreden leden van Inkatha. 
De partij deed voor het eerst mee aan de verkiezingen voor de gemeente- en districtsraden in 2011. In de gemeente eDumbe in KwaZoeloe-Natal behaalde de partij de meerderheid in de raad.
In 2014 nam de partij deel aan de algemene verkiezingen. Naast zes zetels in het nationale parlement behaalde de partij ook zes zetels in het parlement van de provincie KwaZoeloe-Natal.

## Verkiezingsuitslagen sinds 2009
| Jaar | stemmen | %     | zetels |
| ---- | ------- | ----- | ------ |
| 2014 | 288.742 | 1,57% | 6      |